# 나카타도군

나카타도 군의 위치

나카타도군(일본어: 仲多度郡, なかたどぐん)은 일본 가가와현의 군이다.
인구 44,886명, 면적 227.31km², 인구밀도 197명/km².(2025년 3월 1일, 추계인구)
1889년에 옛 나카 군과 옛 다도 군이 합병해 성립하였다.
이하 3정으로 구성된다.
- 고토히라정(琴平町)
- 다도쓰정(多度津町)
- 만노정(まんのう町)

## 역사
- 2006년 3월 20일 - 만노정(満濃町)·고토나미정·주난정이 합병해 만노정(まんのう町)이 성립하였다.